# کنترل غیرنظامی نیروهای نظامی
کنترل غیرنظامی نیروهای نظامی دکترینی در علوم سیاسی و علوم نظامی هست که تصمیم‌گیری نهایی امور استراتژیک یک کشور را در اختیار رهبری غیرنظامی و سیاسی و خارج از محدوده نظامیان حرفه‌ای قرار می‌دهد. حالت معکوس آن که نظامیان حرفه ای، سیاست یک کشور را تعیین کنند، دیکتاتوری نظامی نامیده می‌شود. عدم کنترل بر نظامیان ممکن هست که به وضعیت دولت در درون دولت منجر شود. به عبارت دیگر، کنترل غیرنظامی نیروهای نظامی، تبعیت کامل نیروی نظامی حرفه‌ای در امور سیاستگذاری از رهبری غیرنظامی هست.
کنترل غیرنظامی اغلب یک پیش شرط لیبرال دموکراسی پایدار شمرده می‌شود. این اصطلاح عموماً در مطالعه علمی دموکراسی با مقامات انتخابی به کار می‌رود. هرچند، تبعیت نظامی از غیرنظامیان منحصر به دموکراسی‌ها نیست و به عنوان مثال، در جمهوری خلق چین، بنا به گفته مائو تسه تونگ «اصل این است که حزب به تفنگ دستور می‌دهد و تفنگ هرگز نباید به حزب فرمان دهد» که این منعکس‌کننده اولویت حزب کمونیست چین (و احزاب کمونیست به‌طور کلی) به عنوان تصمیم گیرندگان در تئوریهای مارکسیست–لنینیست و تئوری مائوئیست سانترالیسم دموکراتیک است.
به اعتقاد ریچارد کوهن، استاد دانشگاه کارولینای شمالی در چپل هیل "کنترل غیرنظامی یک واقعیت نیست بلکه یک پروسه هست". کنترل غیرنظامی در عمل در سطوح متفاوتی قراردارد. در یک سطح از رهبران نظامی انتظار می‌رود که سیاست‌های کلی را به عملیات نظامی ترجمه کنند، در سطح دیگر، سیاستمداران غیرنظامی مستقیماً اهداف عملیات نظامی را تعیین می‌کنند. رهبران ملی با تجربه محدود در مسائل نظامی اغلب چاره‌ای جز تکیه بر مشاوره حرفه‌ای فرماندهان نظامی آموزش‌دیده در هنر و علم جنگ ندارند؛ در چنین مواردی نیروهای نظامی ممکن است برای حمایت یا مخالفت از سیاستی، وارد عرصه کشورداری شوند و باعث کم‌رنگ شدن مرز بین کنترل نظامی و غیرنظامی‌شوند.

## منطق

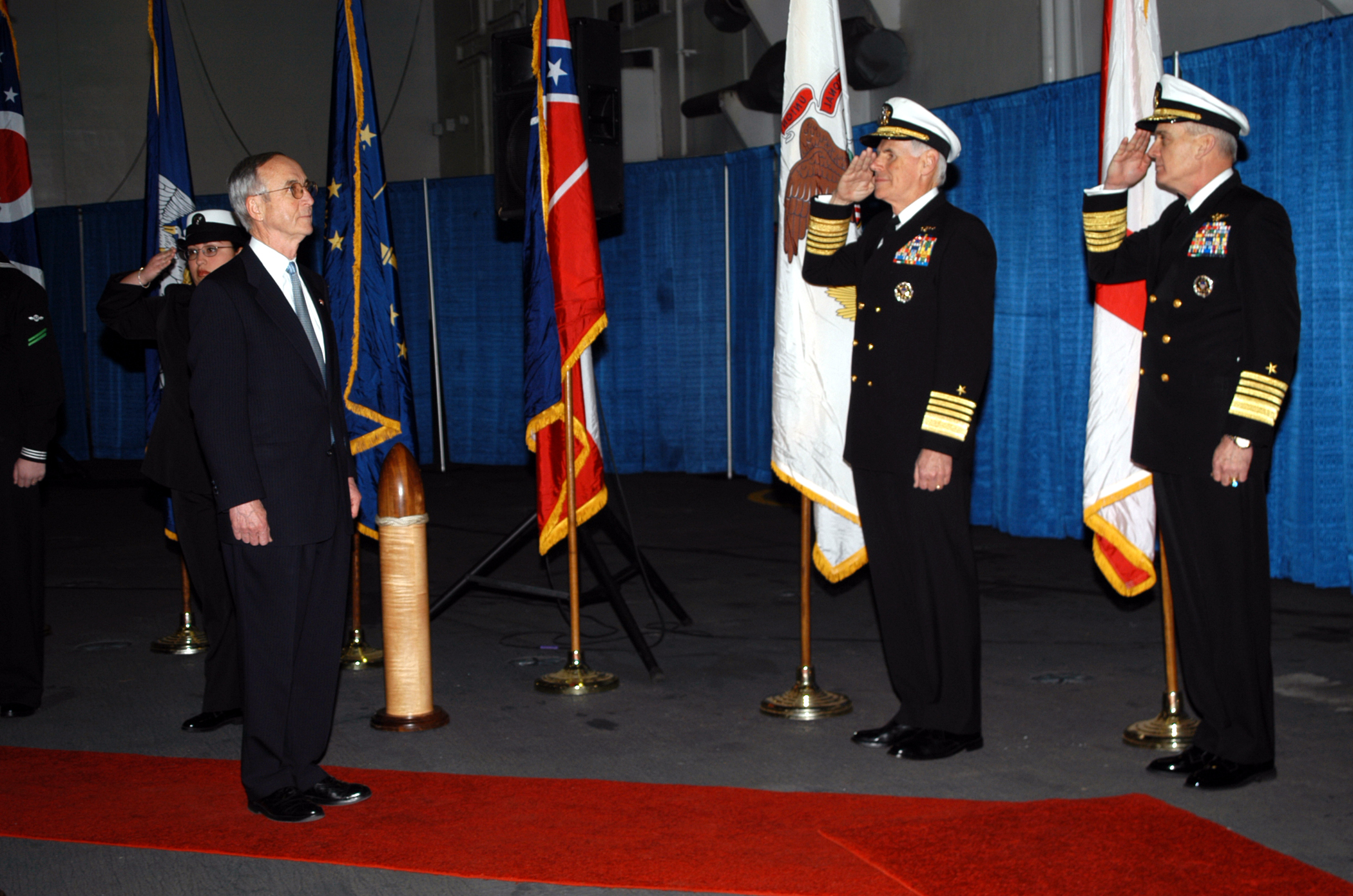
دریاسالاران آمریکایی در حال ادای احترام به وزیر غیرنظامی دریاسالاری آمریکا که زیردست وزیر دفاع آمریکا (که غیر نظامی هست) عمل می‌کند و کنترل نیروی دریایی آمریکا و تفنگداران دریایی را برعهده دارد.

طرفداران کنترل غیرنظامی پیرو دیدگاه کارل فون کلاوزویتس به جنگ هستند که بر ماهیت سیاسی جنگ تأکید دارد. به گفته ژرژ کلمانسو جنگ جدی‌تر از آن هست که تماماً بر عهده نظامیان گذاشته شود. با توجه به این که تصمیمات استراتژیک مهم مانند اعلام جنگ، شروع حمله یا پایان جنگ تأثیر عمده‌ای بر روی شهروندان یک کشور دارد، طرفداران کنترل غیرنظامی بهترین هدایت را ازآن مردم، بیان شده توسط نمایندگان سیاسی خود، در مقابل سپردن آن به یک گروه نخبه از کارشناسان نظامی می‌دانند. نیروهای نظامی اعضای یک سازمان دولتی هستند که وظیفه آن سازمان پیاده‌سازی سیاستهاست و نه تدوین و فرموله کردن تصیمات سیاسی. کوهن این فلسفه را چنین خلاصه می‌کند:
خلاصه کنترل غیرنظامی این هست که نیروهای امنیتی و نظامی را تابع اهداف اساسی یک ملت کند نه برعکس آن. هدف نیروهای نظامی یک جامعه دفاع از آن جامعه هست نه تعیین سرنوشت آن.
استفاده مؤثر یک دولت از زور (خشونت)، از نگرانی‌های بزرگ رهبران ملی هست که باید به نیروهای نظامی برای این جنبه از قدرت تکیه کنند. خطر اعطای خودمختاری کامل به رهبران نظامی این هست که آن‌ها ممکن است از فرایند تصمیم‌گیری دموکراتیک چشم‌پوشی کنند و از خشونت فیزیکی یا تهدید استفاده از خشونت فیزیکی برای رسیدن به نتایج مورد نظر خود استفاده کنند؛ این مسئله در بدترین موارد ممکن است منجر به کودتا یا دیکتاتوری نظامی شود. یک خطر مرتبط نیز استفاده از ارتش برای سرکوب داخلی مخالفان سیاسی از طریق ارعاب یا کاربرد مستقیم خشونت فیزیکی یا دخالت در برگزاری آزاد و عادلانه انتخابات به عنوان یک بخش کلیدی از فرایند دموکراتیک هست. از طرف دیگر پرسنل نظامی به دلیل ماهیت کار خود، در مقایسه با غیرنظامیان، به استفاده از خشونت برای حل و فصل اختلافات تمایل بسیار بیشتری دارند، زیرا آموزش پرسنل نظامی برای جنگ حرفه‌ای، بر این روش برخورد تأکید می‌ورزد. از طرفی سازمانهای نظامی سلسله مراتبی بوده و در آن‌ها بحث و دگراندیشی منع و بر اطاعت محض از فرمانهای فرماندهان تأکید می‌شود. (یادآور جمله مشهور: "ارتش چرا ندارد").

### نظریه لیبرال پدران بنیانگذار آمریکا
بسیاری از پدران بنیانگذار ایالات متحده به ارتش ثابت بدبین بودند. در این زمینه ساموئل آدامز در ۱۷۶۸ نوشت: «حتی هنگامی در یک کشور ضرورت وجود نیروی نظامی وجود دارد، مردم آن کشور باید عاقلانه و با دقت کامل آن را زیر نظر داشته باشند». به عقیده البریج جری، یکی از نمایندگان حاضر در مجمع تدوین قانون اساسی آمریکا، «ارتش ثابت در زمان صلح در تضاد با اصول جمهوری‌خواهی دولتهاست، برای آزادیهای مردم خطرناک است و موتور مخربی برای ایجاد استبداد هست.»
در مقالات فدرالیست شماره هشت که ایده‌های پدران بنیان‌گذار ایالات متحده را منتشر می‌کرد، الکساندر همیلتون ابراز نگرانی کرد که نگهداری یک ارتش ثابت، خطرناک و پرهزینه است. با استفاده از تجربه منفی اروپا و تجربه مثبت بریتانیا، او ایده محافظت از کشور بدون نیاز به ارتش و تنها با یک نیروی دریایی را ارائه کرد که در آن دولت، نیروی نظامی را با فاصله از خود نگه‌می‌داشت.
جیمز مدیسون از دیگر نویسندگان مقالات فدرالیست مخالفت خود با ارتشی ثابت را در مجمع تدوین قانون اساسی در ژوئن ۱۷۸۷ چنین بیان کرد:

در زمان جنگ قدرت فراوانی به طور پیوسته به بخش اجرایی داده می‌شود. هراس مداوم از جنگ باعث می‌شود که سر بسیار بزرگتر از بدن شود. یک نیروی نظامی گسترده با بازوی اجرایی بزرگ، یک همراه نامناسب برای آزادی خواهد بود. این به آن معنی هست که دفاع در برابر دشمن خارجی همواره ابزار استبداد داخلی بوده‌است. در امپراطوری روم مشهور بود که هرگاه خطر شورش وجود داشته باشد باید شروع به جنگ کرد. در سراسر اروپا، با الهام از این سخن، ارتشهای ثابت نگهداری می‌شوند تا به بهانه دفاع از مردم، آنها را به بردگی بکشند.
قانون اساسی ایالات متحده آمریکا محدودیت‌های بسیاری بر قوه مقننه قرار می‌دهد. با توجه به این محدودیت‌ها بسیاری نگران بودند که قوه مقننه ناتوان از جلوگیری از شروع جنگ از سوی قوه مجریه باشد. جیمز مدیسون در مقالات فدرالیست شماره ۴۷ توزیع قدرت در میان شاخه‌های دولت را به عنوان روشی که مانع از گسترش غیرقابل کنترل یکی از شاخه‌ها شود بیان کرد. در مقالات فدرالیست شماره ۴۸ مدیسون هشدار داد که در حالی که جدایی بخش‌های مختلف قدرت از هم مهم هست، آن‌ها نباید چنان از هم دور باشند که نتوانند همدیگر را کنترل کنند.
در نهایت در مقالات فدرالیست شماره ۵۱، مدیسون استدلال کرد ایجاد یک حکومت با تکیه بر طبیعت خوب و حسن نیت رهبران و مدیران حماقت است و باید موسساتی باشند که به بررسی بی کفایتی یا بدخواهی رهبران بپردازند و مهمتر از آن، هیچ شاخه ای از حکومت نباید بر جنبه ای از حکومت کنترل کامل داشته باشد؛ بنابراین هر سه قوه حکومت باید حدی از کنترل بر امور نظامی داشته باشند و سیستم «نظارت و تعادل قوا»
 در میان شاخه‌های حکومت برقرار باشد تا به کنترل ارتش بپردازند.
نگرانیهای همیلتون و مدیسون استراتژی نظامی آمریکا را در یک و نیم قرن اول ایجاد این کشور شکل دادند. در زمان‌های جنگ، نیروی نظامی گسترش می‌یافت و با پایان جنگ، سطح نیروها به زمان پیش از جنگ بازمی‌گشت. این الگو تا پایان هر جنگی، از جمله جنگ جهانی دوم، اجرا شد اما با ظهور جنگ سرد در دهه ۱۹۵۰ نیاز به ایجاد و حفظ یک ارتش بزرگ در زمان صلح به نگرانی از نظامیگری و اثر این نیروی نظامی بزرگ بر روابط نیروهای سیاسی غیرنظامی و نیروهای نظامی منجر شد.

### اجرای قوانین کشوری
در ایالات متحده قانونی به نام پوسه کومیتاتوس  که در سال ۱۸۷۸ به تصویب رسیده دخالت ارتش و نیروی هوایی را در اجرای قوانین قدغن می‌کند، مگر اینکه زیر نظر مجریان قانونی مدنی باشند. مقررات دیگری دخالت نیروی دریایی و تفنگداران دریایی را ممنوع می کند، اما گارد ساحلی، چون معمولاً زیر نظر وزارت امنیت داخلی (و نه وزارت دفاع) کار می‌کند، مستقلاً قادر به اجرای قوانین است.
این قانون اغلب به اشتباه به ممنوعیت هر گونه استفاده از نیروهای نظامی فدرال در اجرای قانون تعبیر می‌شود که صحیح نیست. برای مثال رئیس‌جمهور به صراحت طبق قانون اساسی و قانون فدرال می تواند از نیروهای فدرال برای به اجرا درآوردن قوانین ایالات متحده استفاده کند. هدف اصلی این است که از استفاده مقامات محلی از نیروهای نظامی یا نیروی هوایی برای اجرایی کردن قوانین جلوگیری شود.

## روش‌های پیاده‌سازی کنترل غیرنظامی

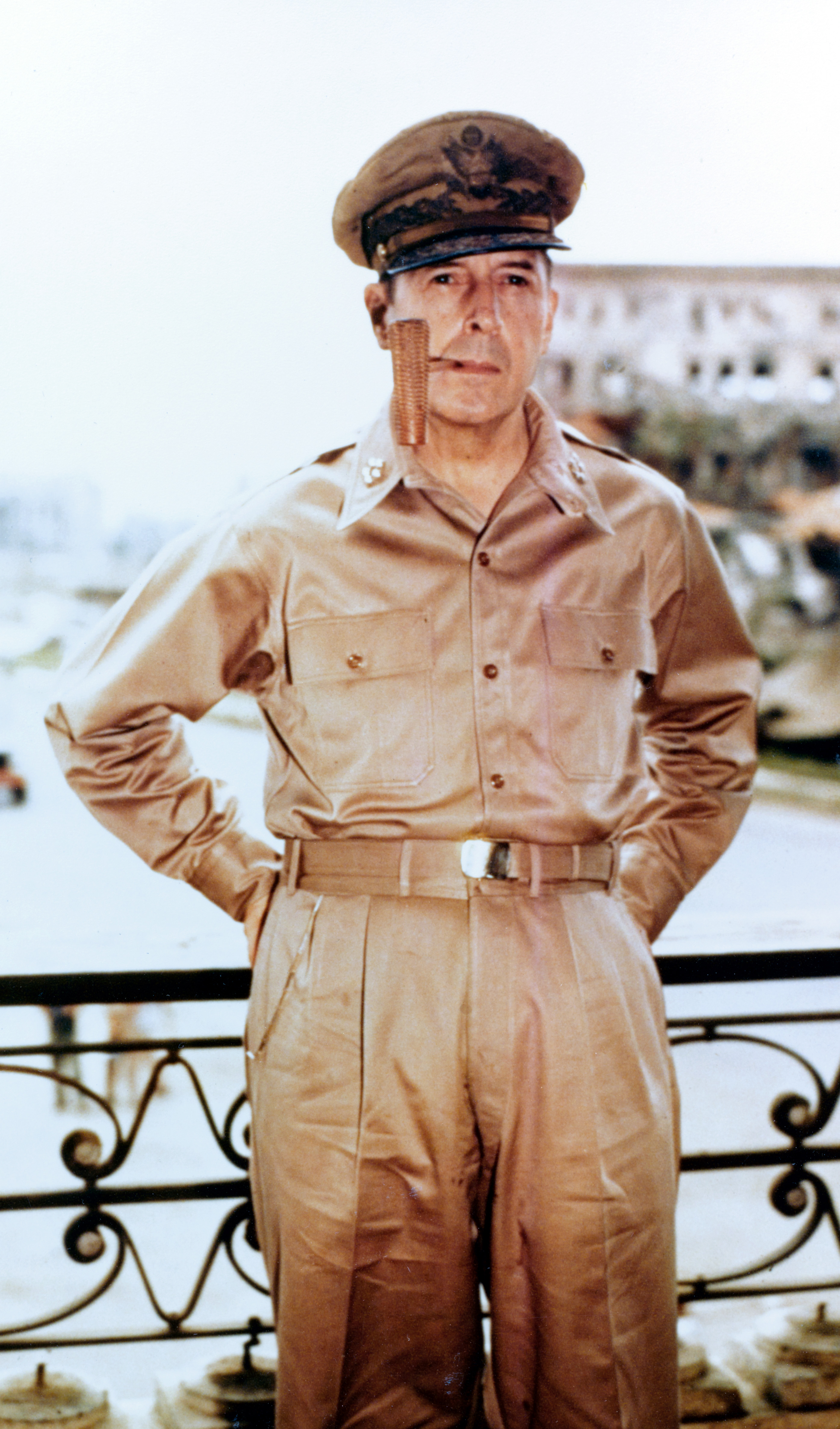
اصرار علنی قهرمان بسیار محبوب جنگ جهانی دوم ژنرال داگلاس مک آرتور به گسترش جنگ کره در مخالفت با رئیس‌جمهور هری ترومن موجب شد که ترومن او را از ارتش اخراج کند.

رهبران غیرنظامی معمولاً نمی‌توانند با استفاده از زور نظامیان را کنترل کنند و بنابراین باید از تصرف قدرت سیاسی با استفاده از سازوکارهای سیاسی، قوانین و آشنا سازی نیروهای نظامی با اصل کنترل غیرنظامی محافظت کنند. وجود واحدهای جداگانه پلیس غیرنظامی، یا نیروهای شبه نظامی ممکن است تا حدودی از کنترل قدرت توسط نظامیان محافظت کند. مالکیت شخصی سلاح گرم در ایالات متحده آمریکا نیز گاهی با توجه به اینکه می‌تواند از سوءاستفاده از قدرت توسط مقامات (نظامی یا غیرنظامی) ممانعت کند، توجیه می‌شود. طرفداران آزادی نگهداری از سلاح گرم معتقدند که دسترسی شهروندان به سلاح گرم توازن قدرتی ایجاد می‌کند که برای کنترل غیرنظامی بر نظامیان ضروریست.

### فرمانده کل قوای غیرنظامی
تعیین یک رئیس‌جمهور (یا رئیس دولت) غیرنظامی به عنوان فرمانده کل قوا در زنجیره فرماندهی راهکاری قانونی برای برقرارسازی کنترل غیرنظامی بر نظامیان می‌باشد.
در ایالات متحده، اصل اول قانون اساسی ایالات متحده آمریکا، قدرت اعلان جنگ را به کنگره واگذار کرده‌است در حالیکه طبق اصل دوم قانون اساسی ایالات متحده آمریکا، رئیس‌جمهور به عنوان فرمانده کل قوا تعیین شده‌است. ابهام در مورد امکان عمل نظامی رئیس‌جمهور بدون اعلان جنگ منجر به تصویب قطعنامه ای به نام «قطعنامه قدرتهای جنگ» در سال ۱۹۷۳ شد.
رئیس‌جمهورهای آمریکا از قدرت اخراج فرماندهان عالیرتبه نظامی برای به اجرا درآوردن سیاست‌های خود استفاده کرده‌اند. از جمله، رئیس‌جمهور هری ترومن پس از آنکه داگلاس مک آرتور فرمانده جنگ کره بارها به مخالفت با سیاست اعلام شده ترومن پرداخت، او را از ارتش اخراج کرد.

### تحولات تکنولوژیکی

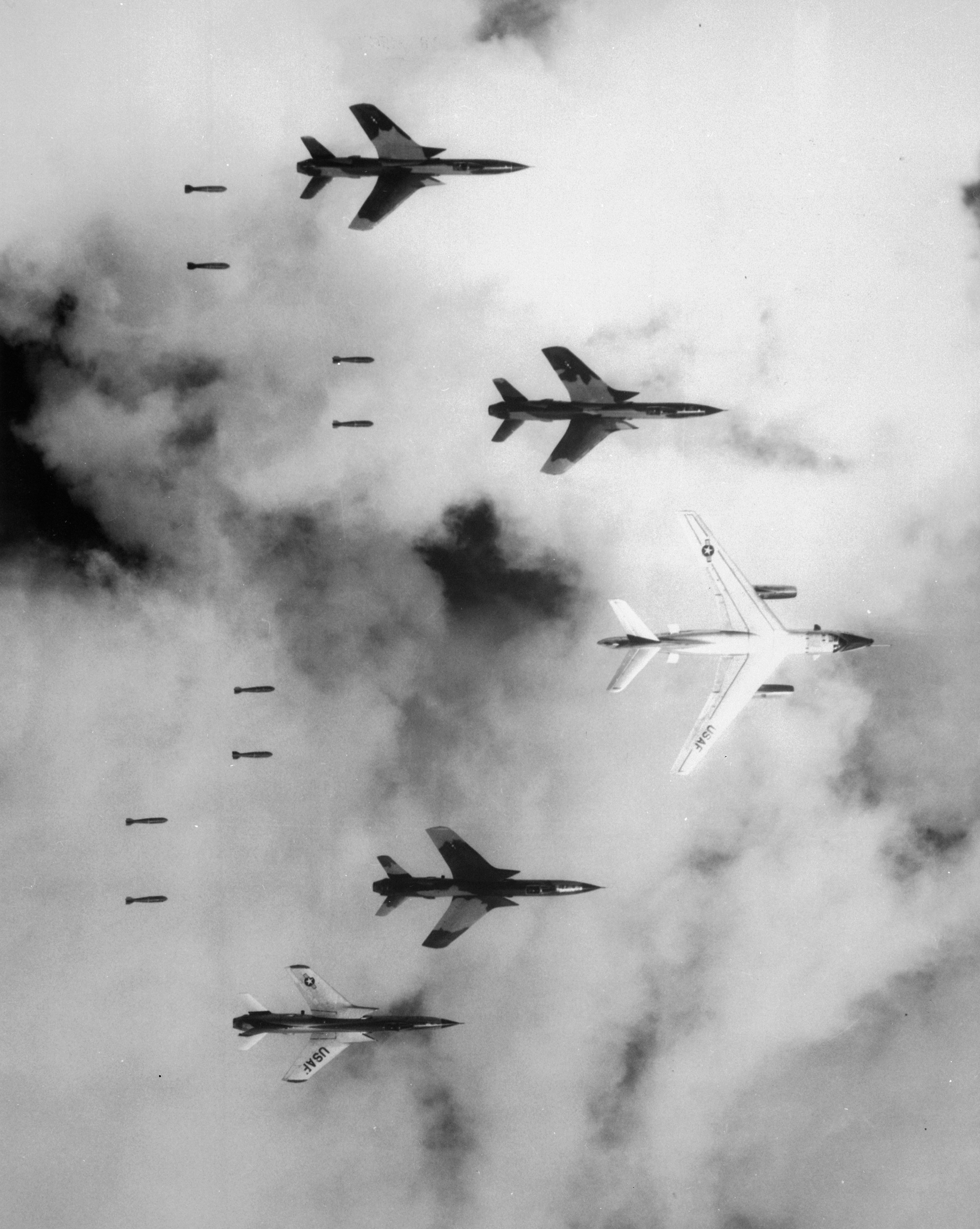
در دوران ریاست جمهوری لیندون جانسون، رئیس‌جمهور و مشاوران او اغلب بر اساس محاسبات ژئوپلیتیک و بدون داشتن دانش حرفه‌ای در مورد مسایل تاکتیکی تخصصی انتخاب می‌کردند. جلسات سه شنبه‌ها که در مورد اهداف بمباران تصمیم‌گیری می‌شد، بدون شرکت متخصصان نبرد هوایی تشکیل می‌شد.

از لحاظ تاریخی، کنترل مستقیم نیروهای نظامی با توجه محدودیت‌های تکنولوژیک فرماندهی، کنترل و مخابرات محدود می‌شد و رهبران ملی، مجبور بودند که به فرماندهان محلی برای اجرای جزئیات یک عملیات نظامی تکیه کنند، یا اینکه این خطر را بپذیرند که تا رسیدن فرمان به جبهه، این فرمان‌ها تاریخ گذشته شوند. این مسئله باعث می‌شد که در صورت شروع جنگ، فرماندهان محلی استراتژی و تاکتیک‌های عملیات نظامی را انتخاب‌کنند و رهبران غیرنظامی به آن‌ها اعتمادکنند.
پیشرفت فناوری اطلاعات و کاربرد آن در فرماندهی و کنترل زمان جنگ، که برخی آن را انقلابی در امور نظامی می‌دانند، رهبران غیرنظامی را قادر ساخته‌است که با فاصله از جبهه جنگ، حتی در سطح تاکتیکی در امور نظامی تصمیم‌گیری کنند.

### محدودیت در فعالیت‌های سیاسی
در ایالات متحده مصوبه هچ تصویب شده در سال ۱۹۳۹، که دخالت مستقیم کارمندان دولت در سیاست را منع می‌کند، به‌طور مستقیم شامل نظامیان نمی‌شود، اما بخشنامه 1344.10 (DoDD 1344.10) محدودیتی برابر به نظامیان اعمال می‌کند. این مسئله به بی‌طرفی نظامیان و اطمینان از انتقال مسالمت آمیز قدرت کمک می‌کند.

### افسران سیاسی
افسران سیاسی که پس از غربالگری برای ایدئولوژی خاصی در سمتهای نظارتی گمارده می‌شوند ابزاری برای حفظ کنترل سیاسی حاکمان می‌باشند. به‌طور تاریخی، این افسران در اتحاد جماهیر شوروی و چین رایج بودند و در کشورهای لیبرال دموکراسی چنین نقشی کمیاب هست.

## بی میلی نظامیان به دستورهای سیاسی
در حالی که کنترل غیرنظامی اصولاً در تمام جوامع به جز دیکتاتوری‌های نظامی یک روش استاندارد می‌باشند، عموماً این مسئله با انتقاد ناظران از دخالت ناروای سیاستمداران، خصوصاً هنگامی که سیاستمداران به جای تعیین اصول کلی به دخالت نابجا در جزئیات مسایل نظامی وارد می‌شوند، مواجه می‌شود.

## سایر
کنترل قوی نیروهای سیاسی دموکراتیک بر نیروهای نظامی یکی از پیش نیازهای عضویت در ناتو هست، همچنین دموکراسی قوی و حکومت قانون، شامل کنترل دموکراتیک نیروهای نظامی از شرایط لازم برای عضویت در اتحادیه اروپا می‌باشد.

## واژه‌نامه
1. ↑  checks and balances
2. ↑  Posse Comitatus Act
3. ↑  War Powers Resolution

## برای مطالعهٔ بیشتر
- von Clausewitz, Carl. On War – Volume One
  - 1832 German language edition available on the internet at the Clausewitz Homepage
  - 1874 English language translation by Colonel J.J. Granham downloadable here from Project Gutenberg.
  - 1982 Penguin Classics paperback version, شابک ‎۰−۱۴−۰۴۴۴۲۷−۰.
- Desch, Michael C. Civilian Control of the Military: The Changing Security Environment Johns Hopkins University Press, 2001. شابک ‎۰−۸۰۱۸−۶۰۵۹−۸
- Feaver, Peter D. Armed Servants: Agency, Oversight, and Civil-Military Relations. Harvard University Press, 2005 شابک ‎۰−۶۷۴−۰۱۷۶۱−۷
- Finer, Samel E. The Man on Horseback: The Role of the Military in Politics. Transaction Publishers, 2002. شابک ‎۰−۷۶۵۸−۰۹۲۲−۲
- Hendell, Garri B. "Domestic Use of the Armed Forces to Maintain Law and Order – posse comitatus Pitfalls at the Inauguration of the 44th President" Publius (2011) 41(2): 336–48 first published online May 6, 2010 doi:10.1093/publius/pjq014
- Huntington, Samuel P.. Soldier and the State: The Theory and Politics of Civil-Military Relations. Belknap Press, 1981 edition. شابک ‎۰−۶۷۴−۸۱۷۳۶−۲
- Levy, Yagil. "A Revised Model of Civilian Control of the Military: The Interaction between the Republican Exchange and the Control Exchange", Armed Forces & Society, Vol. 38, No. 4 (2012)
- Janowitz, Morris. The Professional Soldier. Free Press, 1964, شابک ‎۰−۰۲−۹۱۶۱۸۰−۰.